# Aartsbisdom Jos

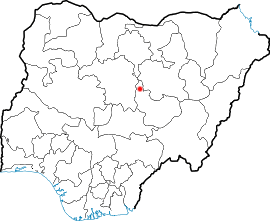
Jos in Nigeria

Het aartsbisdom Jos (Latijn: Archidioecesis Iosensis) is een rooms-katholiek aartsbisdom met als zetel Jos, de hoofdstad van de staat Plateau in Nigeria.

## Geschiedenis
Het aartsbisdom werd opgericht op 9 april 1934, uit de apostolische prefectuur Northern Nigeria, als de apostolische prefectuur Jos. Op 29 juni 1953 werd het een bisdom, suffragaan aan het aartsbisdom Kaduna. Op 26 maart 1994 werd het een metropolitaan-aartsbisdom.
Het verloor meermaals gebied bij de oprichting van de prefecturen Niamey (1942), Yola (1950) en Maiduguri (1953), het vicariaat Bauchi (1996) en de bisdommen Kafanchan (1995), Lafia (2000), Shendam (2007)  en Pankshin (2014).

## Parochies
In 2019 telde het aartsbisdom 57 parochies. Het aartsbisdom had in 2019 een oppervlakte van 6.769 km2 en telde 1.770.964 inwoners waarvan 22,4% rooms-katholiek was.

## Suffragane bisdommen
Jos heeft zeven suffragane bisdommen, waarmee het een kerkprovincie vormt:
- Bisdom Bauchi
- Bisdom Jalingo
- Bisdom Maiduguri
- Bisdom Pankshin
- Bisdom Shendam
- Bisdom Wukari
- Bisdom Yola

## Bisschoppen
- William Lumley (22 juni 1934 - 1953; prefect)
- John J. Reddington (10 april 1954 - 3 juli 1974; eerste bisschop)
- Gabriel Gonsum Ganaka (5 oktober 1974 - 11 november 1999, hulpbisschop sinds 17 mei 1973; eerste aartsbisschop)
- Ignatius Ayau Kaigama (14 april 2000 - 11 maart 2019, administrator tot 31 maart 2020)
- Matthew Ishaya Audu (6 januari 2020 - heden)

Jos (aartsbisdom) · Bauchi · Jalingo · Maiduguri · Pankshin · Shendam · Wukari · Yola